# Museo della bambola
Il Civico Museo Storico Culturale della Bambola e del Giocattolo "Quirino Cristiani", noto semplicemente come Museo della bambola, è un museo di Santa Giuletta.

## Storia
Il museo è stato inaugurato l'11 giugno 2005 per opera dell'Amministrazione Comunale e al contributo della Comunità Europea.
È stato dedicato a Quirino Cristiani, nativo di Santa Giuletta, che, nel 1917, fu regista del primo lungometraggio a disegni animati della storia del cinema e, nel 1931, fu realizzatore del primo lungometraggio d'animazione sonoro del mondo.

### Le bambole a Santa Giuletta
Il primo laboratorio per la realizzazione di bambole fu aperto nel 1933 da Teresio Garbagna e Luigi Porcellana, proprietari dal 1929 della fabbrica di bambole Fata di Milano, che nel 1936 trasferirono la produzione della fabbrica da Milano a Santa Giuletta.
Grazie al buon successo della Fata aprirono molti altri laboratori: nel 1945 Liala e Diva, nel 1947 Silba e Alba, nel 1952 Giulietta, nel 1953 Farida e Rossella, nel 1954 Monel, nel 1955 Lilly e Miva, Milena, nel 1962 Milanesi Aldo e Valenti Alessandro, nel 1963 Nuova Diva, nel 1965 Liana e infine nel 1970 Nuova Liana, trasformando il paese in un importante polo di produzione. L'avvento di nuove tecnologie e la concorrenza di zone a produzione più economica determinarono negli anni successivi la progressiva chiusura di tutte le fabbriche di bambole.

## Attività
La Commissione Museale organizza:
- Laboratori di cartapesta per le scuole materne ed elementari.
- Mostra Mercato della Bambola e del Giocattolo d’epoca, dove espositori provenienti da varie parti d’Italia espongono e propongono le loro collezioni.